# Contea di Rock Island
La contea di Rock Island ( in inglese Rock Island County ) è una contea dello Stato dell'Illinois, negli Stati Uniti. La popolazione al censimento del 2000 era di 149 374 abitanti. Il capoluogo di contea è Rock Island.